# Fizkin Island
Fizkin Island ist eine Insel vor der Westküste der Antarktischen Halbinsel. In der Gruppe der Pitt-Inseln des Archipels der Biscoe-Inseln liegt sie 4 km südöstlich von Pickwick Island.
Die Insel ist erstmals auf einer argentinischen Landkarte aus dem Jahr 1957 verzeichnet. Das UK Antarctic Place-Names Committee benannte sie 1959 nach Horatio Fizkin, einer Figur aus dem Fortsetzungsroman Die Pickwickier (1836–1837) des britischen Schriftstellers Charles Dickens.